# Butcher Hollow
Butcher Hollow, también conocida como Butcher Holler, es un área no incorporada ubicada en el condado de Johnson, en el estado estadounidense de Kentucky. Butcher Hollow es parte de la comunidad de Van Lear, que fue construida por la Consolidation Coal Company en la primera parte del siglo XX.

## Geografía
Butcher Hollow se encuentra ubicada en las coordenadas 37°46′40.8″N 82°43′1.2″O / 37.778000, -82.717000.